# سعید موسی
سعید موسی (انگلیسی: Said Musa؛ زاده ۱۹ مارس ۱۹۴۴) یک سیاست‌مدار اهل بلیز است.